# 지마 이사금
지마이사금(祗摩泥師今, ?~134년, 재위: 112년~134년)은 신라의 제6대 국왕이다. 성은 박(朴)으로서 파사왕(婆娑王)의 적자이며, 어머니는 사성부인(史省夫人), 왕후는 갈문왕(葛文王) 마제(摩帝)의 딸인 애례부인(愛禮夫人 金氏) 김씨이다.
휘는 지마(祗摩), 지미(祗味), 기미(祇味) 등으로 기록되어 있는데, 후기 상고한어 재구음은 [*kemV](V는 모종의 모음)으로 신라에서 군주를 뜻하는 칭호인 '금'과 같은 의미였을 것으로 추정된다.

## 치세
즉위 4년인 115년 음력 2월 가야(伽耶)가 남쪽 변경을 공격하자 음력 7월 가야 친정에 나서 황산하(黃山河)를 건넜는데, 가야인들의 복병에 걸려 패하고 간신히 퇴각하였다. 이듬해 음력 8월 다시 1만 병사를 거느리고 가야 정벌에 나서 공성전을 벌였으나 결국 다시 물러났다. 이후 지마이사금은 가야정벌을 포기했다.
즉위 10년인 121년 음력 4월 왜(倭)의 침입을 받았는데, 이때의 여파가 심했는지 이듬해 음력 4월 수도 주민들이 왜의 침입이 다시 있는 게 아닌가 소문이 퍼져, 이찬 익종 등에게 시켜 수습하였다. 이듬해인 123년 왜와 강화하였다.
즉위 14년인 125년 음력 1월과 음력 7월에 말갈의 침입을 받았다. 이에 지마이사금이 백제의 기루왕에게 원군을 청해 백제가 다섯 장수를 보내 격퇴하였다. 백제와 신라의 관계는 파사 이사금 26년 (105년) 화친한 이후 지마, 일성 이사금 2대동안 평화적이었다.

## 가계
- 부왕 : 파사 이사금(婆娑尼師今)
- 모후 : 사성부인 김씨(史省夫人 金氏)
  - 왕후 : 애례부인 김씨(愛禮夫人 金氏) - 갈문왕(葛文王) 마제(摩帝)의 딸.
    - 딸 : 내례부인(內禮夫人)- 신라 8대 왕 아달라 이사금(阿達羅泥師今)의 왕비.[4]
    - 아들 : 이비 갈문왕(伊非葛文王)

## 같이 보기
- 박제상
- 일성 이사금
- 아달라 이사금
- 미추 이사금
- 구도 갈문왕
- 고구려
  - 태조대왕 (53년~146년)
- 백제
  - 기루왕 (77년~128년)
  - 개루왕 (128년~166년)
- 가야
  - 김수로왕 (42년?~199년)